# مزرعة زقية
مزرعة زقية هي إحدى القرى اللبنانية من قرى قضاء مرجعيون في محافظة النبطية.